# 㽏井口遺址群
㽏井口遺址群位於重慶市忠縣忠州鎮紅星村、鄭公村，包括哨棚嘴遺址、瓦渣地遺址、崖腳遺址等遺址，文物遺址年代為新石器時代至漢代，2000年9月7日列為第一批重慶市文物保護單位。